# Tymmophorus thunbergi
Tymmophorus thunbergi là một loài tò vò trong họ Ichneumonidae.